# 1801年のガントームの遠征
1801年のガントームの遠征（1801ねんのガントームのえんせい、Ganteaume's expeditions of 1801）は、フランス革命戦争中の1801年の春に行われた、フランス海軍による大規模な軍事作戦である。ブレストを出港したオノレ・ガントーム准提督率いるフランスの戦隊は、エジプトで包囲されているフランス駐屯軍への増員を行おうとしており、3つの異なる作戦を立てたが、地中海東部へたどり着くという目的は達成されなかった。エジプト駐留のフランス陸軍は、1798年に始まったナポレオン・ボナパルトの遠征直後から窮地に立たされ続けていた。この1798年は、ナイルの海戦でフランスの地中海艦隊が壊滅した年でもあり、フランスの地中海への進出は最低限のものとなっていた。その一方で、数に勝るイギリスとその同盟国の艦隊は、ほとんど何の抵抗も受けずに何カ所かのフランス海軍基地を封鎖し、あるいは敗退させた。
地中海に送り込まれたガントームの戦隊は、地中海での英仏の力のバランスを回復させるため、第一執政が直に手を下した試みだった。最初の航海では、この戦隊は2月19日にトゥーロンに戻り、艦隊に残っていた艦に必要な補給を行い、そのひと月後に2度目の航海でトゥーロンを出港したものの、悪天候とイギリスの封鎖の悪条件が重なったため引き返さざるを得なくなった。3度目の航海では実際に地中海東部に到着して、部隊をベンガジに上陸させたものの、エジプトを封鎖していたイギリス艦隊がうまくフランス軍を撤退させてしまい、この計画は何ら収穫のないものとなった。7月22日までには、フランス戦隊はトゥーロンに戻り、この時点で作戦は中止された。ガントームは、エジプトへの上陸作戦が失敗したにもかかわらず、単独のイギリス艦との一連の戦闘で勝利を収めた、その中にはフリゲートの「サクセス」や、戦列艦「スウィフトシャー」との交戦があり、この第3の航海での彼の戦隊の艦は、後に7月に行われたアルヘシラス作戦に派遣された。結局、イギリスの封鎖を突破しようとして果たせなかったフランスの無能により、エジプトのフランス駐屯部隊はその年遅く降伏するという結果に終わった。

## 歴史的背景

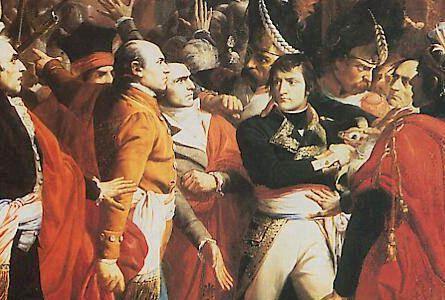
ブリュメールのクーデター

1798年の5月、軍艦と輸送艦から成る大規模なフランス艦隊が、ナポレオン指揮下の3万5000以上の陸軍兵を乗せて地中海を横切って行った。この陸軍兵の目的はエジプト侵攻であった。このエジプトはその当時、名目上はオスマン帝国の配下にあった。マルタ攻略のために一旦艦隊は航行を停止し、その後さらに東へ進んだ艦隊は、イギリス海軍のホレーショ・ネルソン少将の艦隊が地中海に入って、自分たちを追跡していることに気付いた。ネルソンの艦隊をうまくかわしたフランス艦隊は、6月29日にアレクサンドリアに到着し、ただちに上陸して内陸へ向かい、7月21日のピラミッドの戦いでマムルークの指導者たちを破った。陸軍が奥地へと押し入っている間、フランソワ＝ポール・ブリュイ・ディガリエ中将率いる艦隊は、アレクサンドリア近くのアブキール湾に投錨していたが、8月1日の午後になってネルソン艦隊から発見された。夜が近づいてくるのにもかかわらず、ネルソンは直ちにフランス艦隊を攻撃し、3日間に及ぶナイルの海戦で、11隻の戦列艦と2隻のフリゲートが破壊または拿捕された。ネルソン艦隊から逃れられたのは2隻の戦列艦と2隻のフリゲートのみで、死傷者は3000人以上を数え、旗艦「オリエント」の艦上で戦死したブリュイもその死傷者の一人だった。
フランスへ戻る航路が突如として閉ざされ、ナポレオンはエジプトでの自分の地位を固めて、北のオスマン帝国領シリアへ攻め込んだ。この作戦は当初はいくつかの点で成功したが、イギリスが海上覇権を握っていることで作戦にも影響が出た。沿岸のはしけに乗艦していた攻城梯団が捕らえられ、すべての物資を陸揚げせざるを得ず、海岸近くで行われたフランスの作戦はイギリス艦から猛烈な砲撃を浴びた。特にアッコ包囲戦でイギリスの砲撃は最高潮に達した 。1799年11月、アッコで敗北を喫してエジプトを追われたナポレオンは、第二次対仏大同盟相手の戦闘の状況が悪化しつつあり、その責めを負うために、フランスへの帰還を決めた。ナポレオンは、わずかな人数の軍事顧問と共に「ムイロン」、「カレール」の2隻のフリゲートで撤退することだけが可能だったが、エジプトに残したジャン・バティスト・クレベール指揮下の駐屯隊には、ヨーロッパから支援と増員を送ると約束した。ナポレオンは、フランスに帰り着くことができ、1799年11月9日にブリュメールのクーデターを起こして、第一執政であることを宣言した。

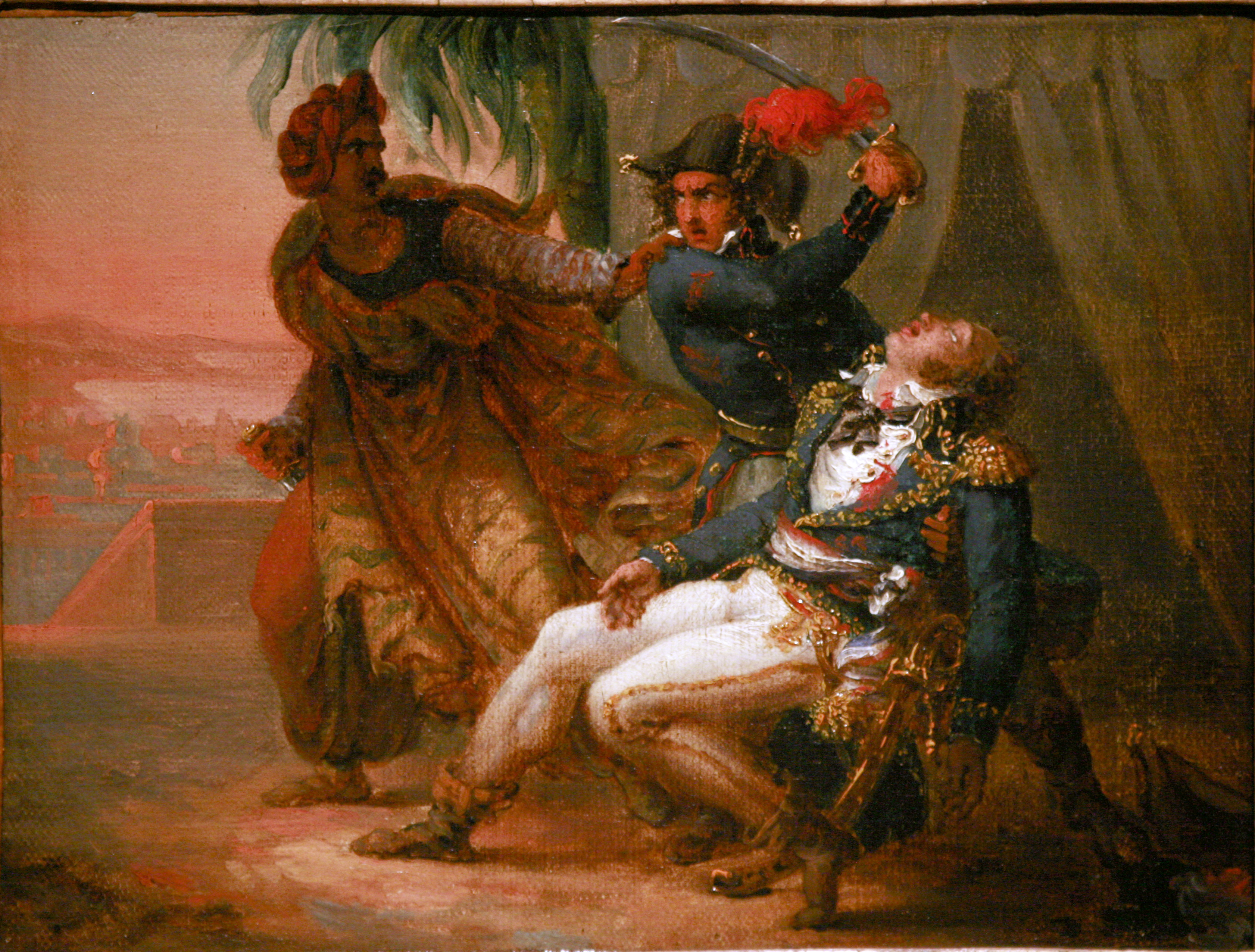
クレベールの暗殺

ナポレオンが中東やフランスの内政に汲々とする一方で、イギリス海軍は大挙して地中海に戻って行った。1796年、スペインとフランスが第二次サン・イルデフォンソ条約を結んでからは、イギリス艦隊は地中海から撤退していた。しかしネルソンのナイルの海戦での勝利により、フランスの脅威は取り除かれ、その年の後半には大規模な艦隊を展開できるようになった。マルタは包囲され、イオニア諸島はトルコとロシアの連合軍に攻略された。その後この連合軍はエジプトの駐屯兵とも戦ったが、海戦で敗北した、フランス部隊をヨーロッパへ戻そうとする交渉は決裂し、1800年3月、クレベールはヘリオポリスの戦いでオスマン帝国を破るも、その年の6月に暗殺された。フランス軍のモラルが落ちるにつれ、エジプトにおける駐屯隊の状況もかなり荒んだものとなっていた。イギリスは1801年にエジプト侵攻を企てたが、この企みがナポレオンのいるフランスに伝わった。ナポレオンはフランス陸軍の再編成をうまく成し遂げ、イタリアにおける敵の進軍を後退させて、これにより大陸での戦争を終わらせていたため、ブレストにいるフランス大西洋艦隊に、エジプトの駐屯兵を増員することを命じた。

## 最初の遠征

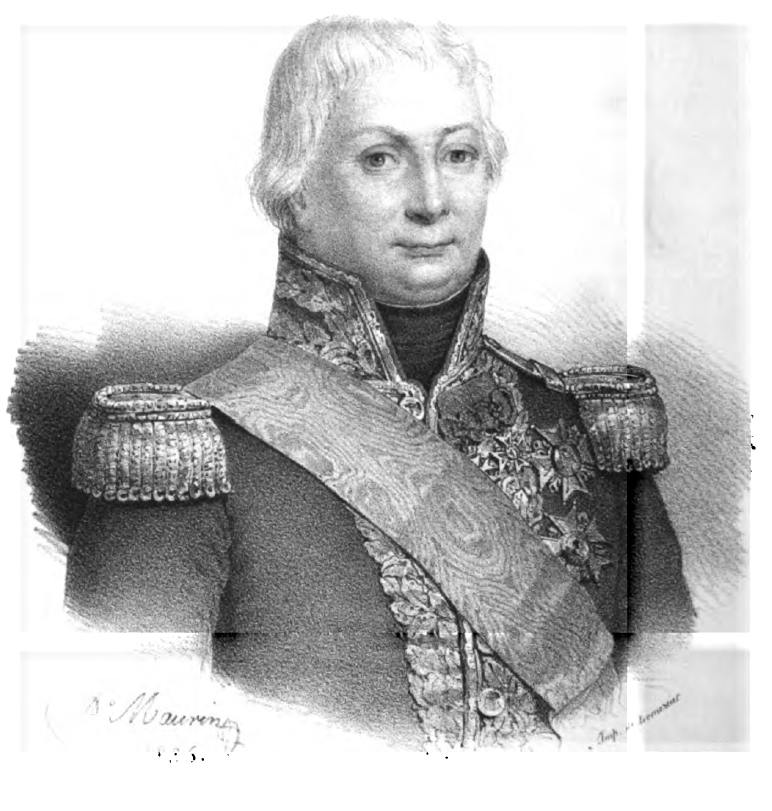
オノレ・ガントーム

エジプトへの増員のために組織されたこの戦隊の指揮官は、准提督のオノレ・ガントームだった。ガントームはナイルの海戦を経験していたため、地中海東部での任務経験が豊富であった。このガントーム艦隊の顔ぶれは、3隻の80門艦戦列艦と4隻の74門戦列艦、2隻のフリゲート、そしてラガーが1隻で、エジプト駐留のジャン・ソーゲ将軍指揮にある陸軍への増員として、5000人部隊を乗せていた 。この艦隊は、ハイチ革命鎮圧のためカリブ海に向かうとも噂されており、フランスの大西洋岸や英仏海峡の港に立ち寄るたびに、艦隊による威嚇行動が行われた。これは、イギリスの海上封鎖艦隊が、どの艦が本当に航行していてどの艦が見せかけであるのかを判断するうえで、混乱させる狙いがあった。ガントームの戦隊は、1801年の1月7日にブレスト出港を命じられたが、この牽制作戦はうまく行かなかった。それというのも、ブレスト沖にはヘンリー・ハーヴェイの艦隊が張りついていて、ラ・ド・サンから出て来たガントームの艦隊を即座に追跡し始めたからである。何時間かたって、ガントームは艦隊を、ヴィレーヌ川河口の砲台の下に避難させざるを得なくなった。ガントームは、他の大西洋岸での軍事行動同様、この航海は単なる牽制行動であるとイギリスに思わせようとして、その数日後どうにか艦隊をブレスト港に滑り込ませた。

イロワーズ海

1月23日、ブルターニュ半島沿岸を大嵐が遅い、激しい北寄りの風がイギリス艦隊をブレスト沖から離し、ブレストへの入り口を空けたことがガントームの大西洋への脱出に役立った。イロワーズ海を抜ける時、フランス艦は嵐によって散らされ、うち何隻かがマストにかなりの損傷を負った。戦隊は2つの部隊に分かれた。主力は6隻の戦列艦、1隻のフリゲート、そして1隻のラガーがモンクース准将にゆだねられ、ガントームは1隻の戦列艦と1隻のフリゲートを率いていた。イギリス艦がその場にいなかったため監視は避けられたが、その後フランス艦隊は南西部のスパルテル岬にたどり着くことを期待しつつ、5日間にわたって航行した。しかしフランスの両艦隊が出会ったのは、嵐で散り散りになったイギリス艦だった。モンクースの戦隊が、ロバート・バートン指揮下のイギリスのフリゲート、「コンコード」と1月27日午前9時にフィニステレ岬の北東およそ75マイルで出くわした。コンコードは拿捕したスウェーデンの商船を曳航していたが、モンクースの戦列艦とフリゲートの「ブラヴール」が、調査のために近づいてきたので、その商船を放棄した。
「コンコード」は、はじめは前進してくる複数の艦を見て撤退したが、戦隊から6海里（11キロ）の所で、単独で進んでいた「ブラヴール」と会戦すべく引き返した。「コンコード」のバートン艦長が近づくにつれ、「ブラヴール」のルイ＝オーギュスト・ドルドラン艦長はバートンに降伏を迫ったが、コンコードからマスケット銃の銃撃を浴び、両艦はそれぞれの舷側を狙って接近戦を繰り広げた。戦闘は1時間半続き、「ブラヴール」の艦体の断片が落ちるのが見え、バートンは、「ブラヴール」が降伏することを前提に、戦闘の中止を命じた。しかしそれどころか、ドルドラン艦長は援助のために艦の向きを急いで変え、「コンコード」はそれを追跡したが、「コンコード」の艤装がかなりの損傷を受けていて、追跡を続けるのが不可能であったため、1月28日の午前3時にヨーロッパ方向へ向きを変えた。翌朝、彼方に「ブラヴール」の姿がまだ見えたが、それにモンクースの艦が続いており、これ以上「ブラヴール」に攻撃を加えようとすることはかなり危険であった。「コンコード」の損害は244人の乗員のうち、4人が戦死、そして負傷者が19人だったが、「ブラヴール」は10人が戦死で24人が負傷していた。負傷者の中には、片手を失ったドルドラン艦長もいた。

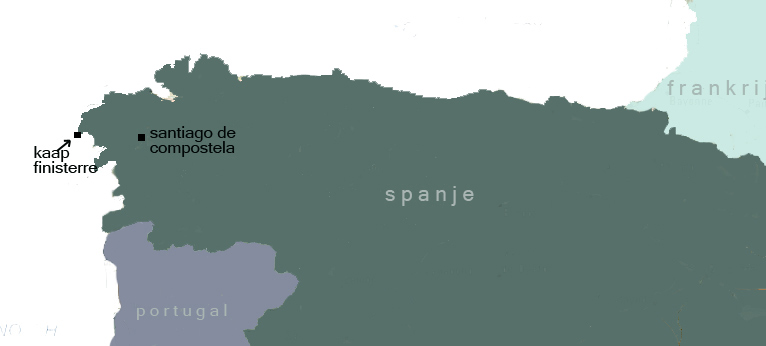
イベリア半島におけるフィニステレ岬の位置

### 地中海上の航海
1月30日、スパルテル岬沖で、二手に分かれた戦隊が再統合される少し前に、ガントームが指揮する2隻はイギリス艦に遭遇した。この艦は小型の火船「インセンディアリー」で、指揮官はリチャード・ドーリング・ダンだった。インセンディアリーは自分より大きなフランス艦には抵抗できず、乗員が脱出した後、この艦は火をつけられ、フランス艦から沈められた。再統合された戦隊は共に南をめざし、2月9日にジブラルタル海峡に到達して、何ら抵抗を受けることなしにそこを通過した。地中海では多くのイギリス艦隊が任務に就いていたが、ジブラルタル当局には、ガントームの作戦に関する知らせはいまだ届いておらず、近くに居合わせたイギリスの基地の沖に投錨中の、シュルダム・ピアード指揮の32門フリゲート、「サクセス」のみがフランス戦隊の動きを観察していた。ピアードはフランス戦隊がエジプトに向かっていると正しく推測しており、後を追うことにして、2月10日のまる一日間、フランス戦隊を尾行した。その日フランス戦隊は、10門カッターの「スプライトリー」を捕獲して沈めていた。その夜、ガントームはアルボラン海のデ・ガータ岬の沖でフランス艦を止めて呼び集め、そのためピアードは無意識のうちにフランス戦隊を追い抜いてしまった。そのため2月11日の朝には、フランス戦隊は「サクセス」を追う位置にいた。

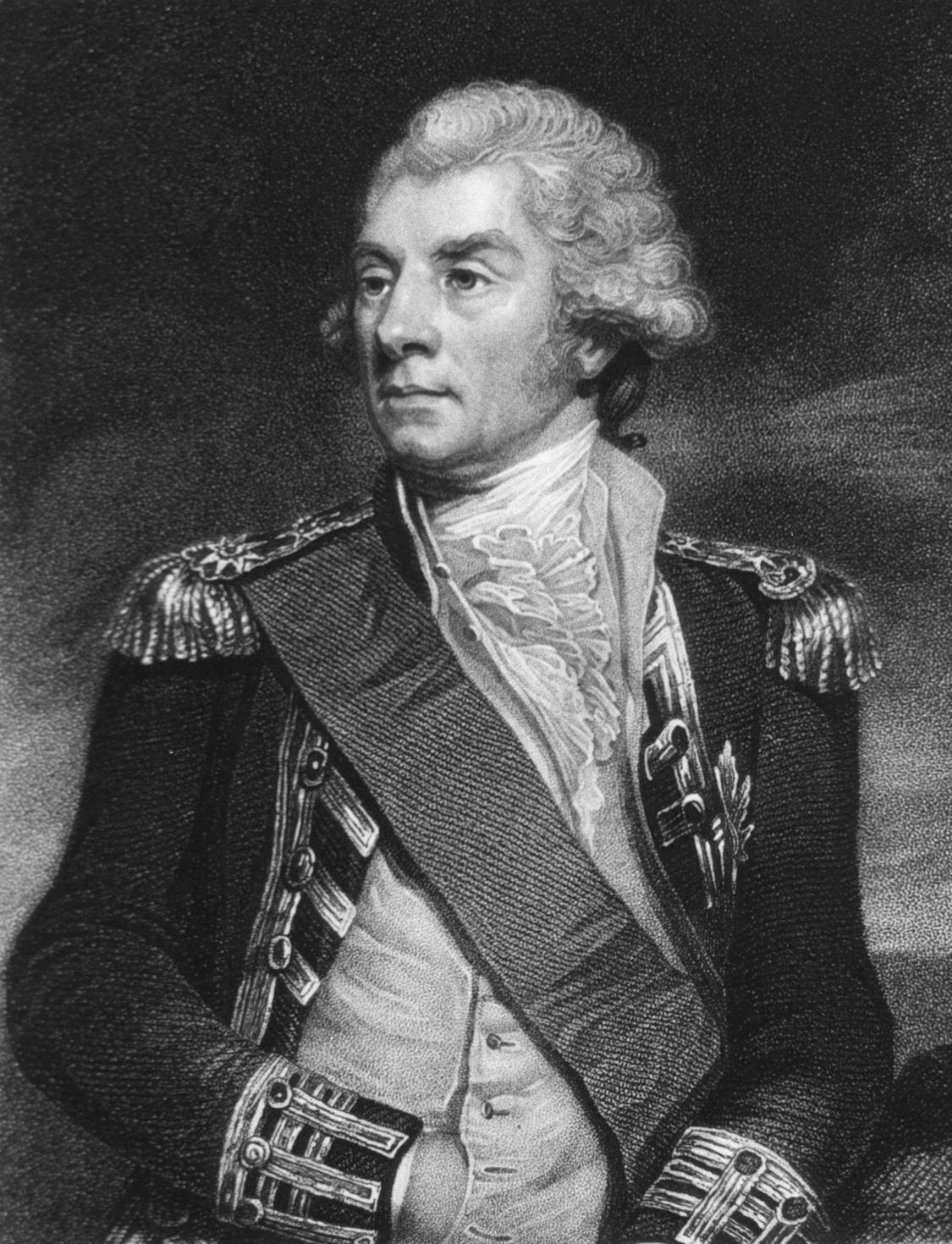
キース卿ジョージ・エルフィンストーン

3日の間、ピアードは北から東に航行し、微風で艦が進まなかったため、何度かフランス艦隊を見失い、ガントームの艦が水平線のかなたに再び現れるのを信じた。2月13日の夜明け、自分たちが結局は拿捕されて敗北するとわかったピアードは、西の方向へ「サクセス」を逆行させた。そうすることでガントームを探しているイギリス艦隊の方へ、フランス戦隊を導くことができるという期待があった。この計画は失敗した。正午に入って完全に風がやみ、15時には2隻のフランス戦列艦が射程内に入ってきた。絶望的なほど数で劣る「サクセス」は、それ以上の抵抗をやめて降伏し、フランス戦隊の艦「スクセ」となり、乗員は他の艦からの分遣隊が送り込まれた。ピアードと他の乗員は、ガントームの旗艦である「アンデヴィージブル」に、「インセンディアリー」や「スプライトリー」の捕虜と共に乗艦し、地中海のイギリス艦隊の動きについて、詳細に尋問された。ピアードも尋問され、ガントームに、エジプトの侵攻が進行中であること、地中海東部がジョージ・キース・エルフィンストーンの強力な艦隊と、ジョン・ボルラース・ウォーレンの戦隊の支配下にあって、この両艦隊とも神出鬼没であり、フランス艦を拿捕していると告げた。

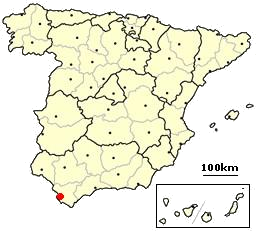
スペインにおけるカディスの位置

ガントームが捕虜たちから集めた情報は大半が嘘だった。キース指揮下の大規模な遠征軍を乗せた艦隊は、地中海を航海していたものの、2週間以内にエジプトに着く気配はなく、結局到着したのは3月8日だった。この時ガントームは、気乗りのしないオスマン帝国との同盟、そして悪天候に手を焼きつつ、ピアードに、イギリス艦隊はカラマニアとアナトリアのどちらに投錨しているのかを問いただした。加えて、2月いっぱいガントームの戦隊にはひそかに尾行するものがいた、2月3日に「コンコード」がプリマスに到着し、海軍本部のジョン・ジャーヴィスのもとに急報がもたらされ、ジャーヴィスは6隻の戦列艦、2隻のフリゲートと1隻のブリッグで速度の速い戦隊を編成するように命じ、それをガントームの艦の捜索のために派遣させた。この戦隊の指揮官はロバート・コールダーであったが、速度の遅い2等艦に乗っていたため、尾行のためのこの戦隊ははなはだしく速度を落とした。いずれにしても、海軍本部はガントームの意図を測り違え、結果としてコールダーの戦隊に西インド諸島への航行を命じ、コールダー戦隊はこの作戦でそれ以上の働きはなかった。カディスを戦隊の拠点とするウォーレンは、2月8日にガントームの戦隊が通過したことを知り、ジブラルタルへ向かうガントームを尾行し、2月13日にミノルカ島へ出発し、2月20日に到着したもののフランス艦らしき影はなく、その後3月にシチリアに発つ前に、フランスとナポリ王国との間で、早いうちにフィレンツェ条約が結ばれるという情報を耳にした。実際に自分たちを追う艦はいなかったにもかかわらず、ガントームはピアードから集めた情報におじけづき、戦隊にトゥーロンへ向かうように命じ、それ以上イギリス海軍とは接触せずに2月19日に帰港した。

## 2度目の航海
ナポレオンは、ガントームがエジプト沖ではなくトゥーロンに投錨したことを知り、猛烈に怒って、戦隊に海に戻って命令された通りの任務を完了させるように命じた。同じ任務でロシュフォールを出港したフリゲートの「アフリケーヌ」が、1801年2月19日の海戦で、イギリスのフリゲートのフィービに、地中海西部で拿捕されたことで、ナポレオンの怒りは余計に高まった。自分の出した命令をより確かなものにするため、ナポレオンはジャン＝ジェラール・ラキュエ将軍本人を戦隊へと送り込んだ。ガントームはアレクサンドリアへすぐ向かうように命じられ、もしエジプトの港がイギリス海軍に攻撃された場合は、ラサ岬とトリポリの間の上陸可能な場所から上陸し、地上からアレクサンドリアに向かうようにとの指示を受けた。ガントームは、ラキュエが命令を受けてすぐの3月19日に出航した。この時は7隻の戦列艦と3隻のフリゲート、そして物資を積んだ3隻の商船だった。
トゥーロンを出てから数時間のうちに、この戦隊は激しい強風に見舞われた。戦列艦のうち1隻がメインマストを失い、トゥーロンへ戻った。他の艦も散り散りになった。このばらばらになった戦隊は、翌朝イギリスの海上封鎖艦隊に発見された。軍艦は追跡を逃れたものの、孤立した商船1隻がイギリス艦「ミネルヴ」に拿捕された。3月25日には、3隻を除いてガントームの戦隊の艦はすべて修復され、南の方角へ、ティレニア海を通ってのろのろと針路を進めていた時、シチリアから戻る途中のウォーレンの戦隊へまっすぐに突っ込んだ。ガントームは南西に向きを変えて逃げ、ウォーレンはそれを追った。ウォーレン戦隊のより速度の速い艦がフランス艦を追い上げたが、速度の遅い艦、特に「ジブラルタル」や「アテニエン」は遠くへと落伍した。戦隊が2つに分かれそうなのを気にしたウォーレンは、艦に速度を落として夜の間にフランスの視界から消えるように命じた。この一時休戦で利を得たガントームは、暗闇に紛れて北へ向かい、またもトゥーロンを目指した。

## 3度目の航海

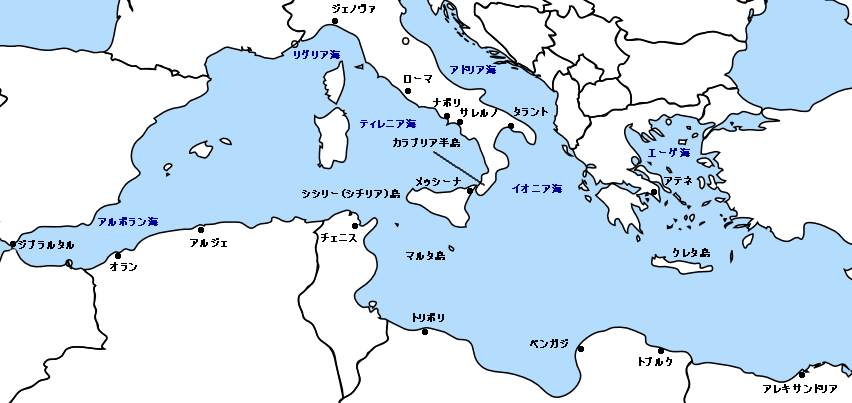
地中海

ガントームがまたしてもトゥーロンに戻ったことを知ったナポレオンは、再び命令を発し、海に出て、本来の任務であるエジプトの駐屯隊の物資を輸送するように告げた。4月27日、フランスの戦隊は3度目となる遠征に出た。この時は7隻の戦列艦、2隻のフリゲートと1隻のコルベット、そして2隻の物資輸送艦で構成されていた。エジプトに向かう前に、ガントームはまずリグリア海のエルバ島沖を航行し、戦隊にピオンビーノからこの島を横切らせ、すでに包囲中であったポルト・フェラージョ以外の砦をすべて、時間をかけずに抑える（ポルト・フェラージョの包囲戦）という地の利を生かした作戦を成功させた。ガントーム戦隊は5月6日にポルト・フェラージョを爆撃したが、戦隊内でチフスが猛威を振るったことから作戦上の効果は大いに減少した。そこでガントームは戦隊を2つにわけ、うち4隻に病気でない乗員を乗せて南へと向かわせた。一方「フォルミダブル」、「アンダンタブル」、「ドゥゼ (戦列艦)」、そして「クレオール」の4隻は、乗員でいっぱいでうまく動けず、トゥーロンへ戻された 。戦隊を編成しなおしたガントームは5月25日にメッシーナ海峡を通った。そして6月5日にブリンディジの沖で、ジェームズ・ヤング指揮下のイギリスのフリゲート「ピク」を見つけて後を追った、ピクはアレクサンドリアまでの逃走が可能で、ガントームの接近をキースに警告していた。ブリンディジ沖での計画されたナポリのフリゲート3隻との合流では何も起こらず、6月7日には戦隊はエジプトまで十分近くの距離に来た。ガントームがコルベットの「エリオポリ」を派遣して、アレクサンドリアの様子を探らせたからだった。
6月9日、エリオポリはエジプト沿岸についてすぐさまイギリスの戦列艦「ケント」と「ヘクター」、そしてその前日に、キースの艦隊から派遣されたブリッグの追跡を受けた。イギリス艦の圧力にさらされたエリオポリの艦長は、アレクサンドリア港内の、なおもフランスの手中にある安全な場所を探し、閉ざされたせまい空間に艦を入れた。その間キースは、6月7日のヤング艦長の報告に基づいて行動しており、残りの艦を連れて、西の方でガントーム戦隊の捜索をしていた。エリオポリが戻らないので、ガントームはこのフリゲートが拿捕され、アレクサンドリア港沖には強力な敵艦隊がいると決めつけた。エジプトへの上陸それ自体は不可能だと思い込んでいたガントームは、それ以外の場所を探して、戦隊をベンガジにつけ、そこで兵士たちを下ろすことに決めた。その当時ベンガジは小さな町で、トリポリとアレクサンドリアの中間に位置していた。しかし地元住民が民兵を組織してフランスに抵抗し、上陸用の海岸は民兵の管理下で実際には使えなくなっていた。ベンガジにちょうどフランス戦隊が投錨した時、キース艦隊の最初の艦が東に見えた。ガントームはひどくうろたえ、艦長たちに錨綱を切って西へ逃げるように命令した。うち2隻の輸送艦は他のよりも遅く、軍艦から置き去りにされ、その後で、ヴァレンタイン・カラードの快速フリゲート「ヴェスタル」に拿捕された。
ガントームの戦隊で艦で逃げ切れたものは、徐々にキースの追跡から離れ、6月24日にデルナ岬の沖を走っていた。北西に艦が見え、ガントームは戦隊の艦に追うように命じた。この正体不明の艦はどうやら、ベンジャミン・ハロウェル艦長率いるイギリスの戦列艦「スウィフトシャー」のようだった。この戦列艦は、キース艦隊から、ウォーレン戦隊に、ガントームの戦隊が東地中海にいると警告するのが目的だった。「スウィフトシャー」はガントームから逃げようとして、一層死に物狂いになり、連続した策略を仕掛けようとしたが、この艦は修復がうまく行っておらず、内部で反乱が起きており、短期間砲撃を交わした直後に降伏せざるをえなくなった。ハロウェルの警告を受けられなかったウォーレンはガントームの旗艦を阻止できず、フランス戦隊は7月22日、イギリスの邪魔を受けることなくトゥーロンに戻った。

## 作戦後のガントーム批判

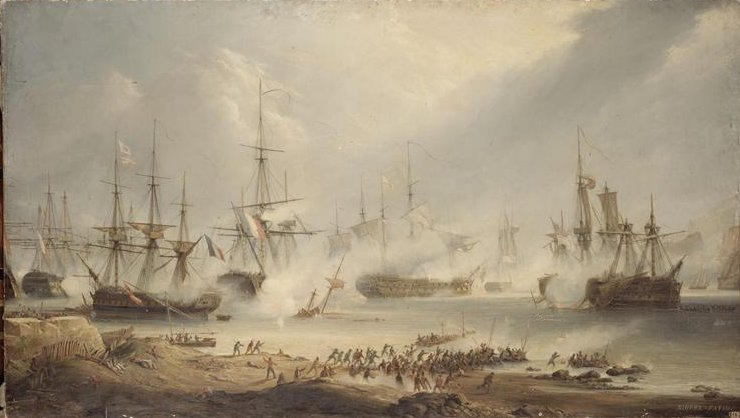
アルジェシラス湾の海戦

「エリオポリ」はガントーム戦隊の中でエジプトの駐留地まで達した唯一の艦であり、独自に航路を切り開いて3月1日に到着したフリゲートの「レジェネレー」や、コルベットの「ロディ」と合流した。これがエジプト駐留軍への最後の増員となった。ガントームの支援もなく、地中海東部はイギリス海軍が抑えていたため、フランス部隊はイギリスの遠征隊に数で下回り、1801年の夏にはこの作戦で完敗して、アレクサンドリア降伏条約に基づき降伏した。最初の目的達成にはことごとく失敗したものの、ガントームの海軍部隊は、イギリスに叩きのめされたフランスの地中海艦隊の増員を行った。この艦隊は5月にエルバ島に派遣され、その後7月にアルジェシラス湾の海戦で別のイギリス戦列艦を拿捕した。しかしフランスとスペインの連合艦隊は、この海戦で大きな敗北を喫した 。
ガントームはナポレオンから批判の矢面に立たされたが、歴史家のウィリアム・レアード・クロウズは、1900年の著作の中で、ガントームは自らの戦隊をイギリスからの圧倒からよく守り、特にベンガジに上陸を画策していてイギリス艦隊から圧倒され、自国の投錨した艦は海岸近くにいたという、ほぼナイルの海戦と同じ状況の再現下に置かれていた間はよく守ったと考察している。この無鉄砲な作戦、クロウズが言うところの「狂った考え」はガントームの選択ではなく、ガントームが2度目の遠征で出港する前にナポレオンによって命じられたものである。クロウズは、ガントームの「慎重さにより、ナポレオンの無謀かつ衝動的な海軍戦術に従うよりも、母国の軍の被害が小さくなった」とみなしている。ガントームはその後艦の指揮を取ることはなかったが、地中海艦隊の艦長となり、1802年3月のアミアンの和約後はトゥーロンの知事となった。

## 作戦に派遣された艦
| アンディヴィージブル | 80 | オノレ・ガントーム准提督 アントワーヌ＝ルイ・グルドン艦長 ピエール・ポーラン・グレージュ艦長 (1801年3月9日着任) | スウィフトシャーと交戦                                      |
| アンダンタブル       | 80 | ピエール・オーギュスタン・モンクース准将                                                                        | 1801年4月に派遣                                             |
| フォルミダブル       | 80 | シャルル＝アレクサンドル・レオン・デュラン・リノワ准提督 ジョゼフ・アリャリ艦長 レンデ・ラロンド艦長 (3月着任)  | 1801年4月に派遣                                             |
| Desaixドゥゼ         | 74 | ジャン＝アンヌ・クリスティ＝パリエール准将                                                                      | 1801年4月に派遣                                             |
| コンスタテュシオン   | 74 | ジルベール＝アマブル・フォール艦長                                                                              |                                                             |
| ジャン＝バール       | 74 | フランソワ＝ジャック・メイヌ艦長 ジョゼフ・アリャリ艦長(3月着任)                                                |                                                             |
| ディゾー             | 74 | ジャック・ベルジュレ艦長 ルイ＝マリー・ル・グオールダン艦長(1801年3月10日着任)                                  | スウィフトシャーと交戦                                      |
| クレオール           | 40 | ピエール＝ポーラン・グレージュ艦長 (1799年4月12日から1801年3月9日まで在任、その後アンデヴィージブルに転属)      | 1801年4月に派遣                                             |
| ブラヴール           | 36 | ルイ＝オーギュスト・ドルドラン艦長                                                                              |                                                             |
| エリオポリ           | 20 | | トゥーロン到着後まで未定、1801年6月にアレクサンドリアに到着 |
| [ 33 ]               |    | |                                                             |